# Rondo Mogilskie

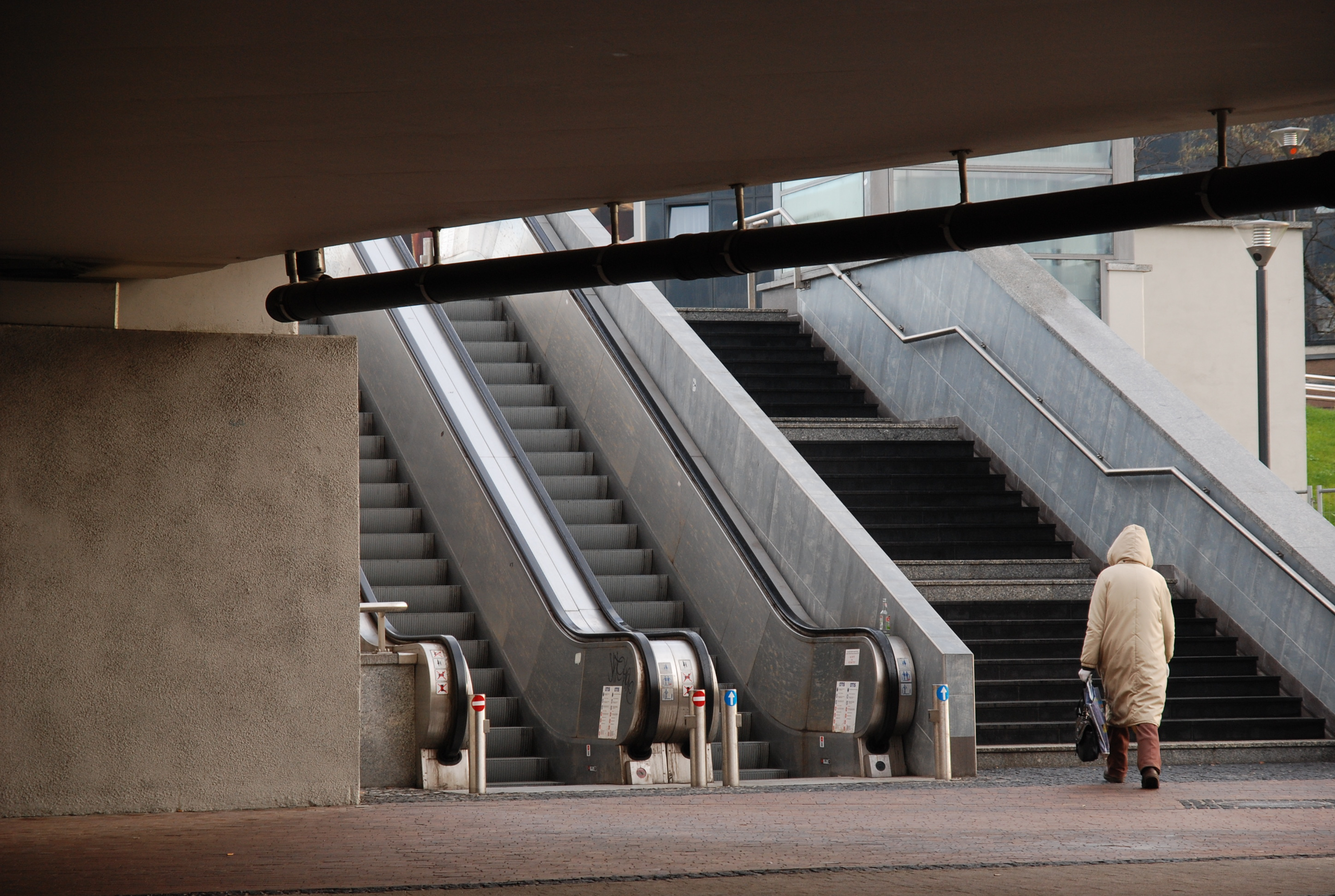
Niższa część skrzyżowania ze schodami ruchomymi

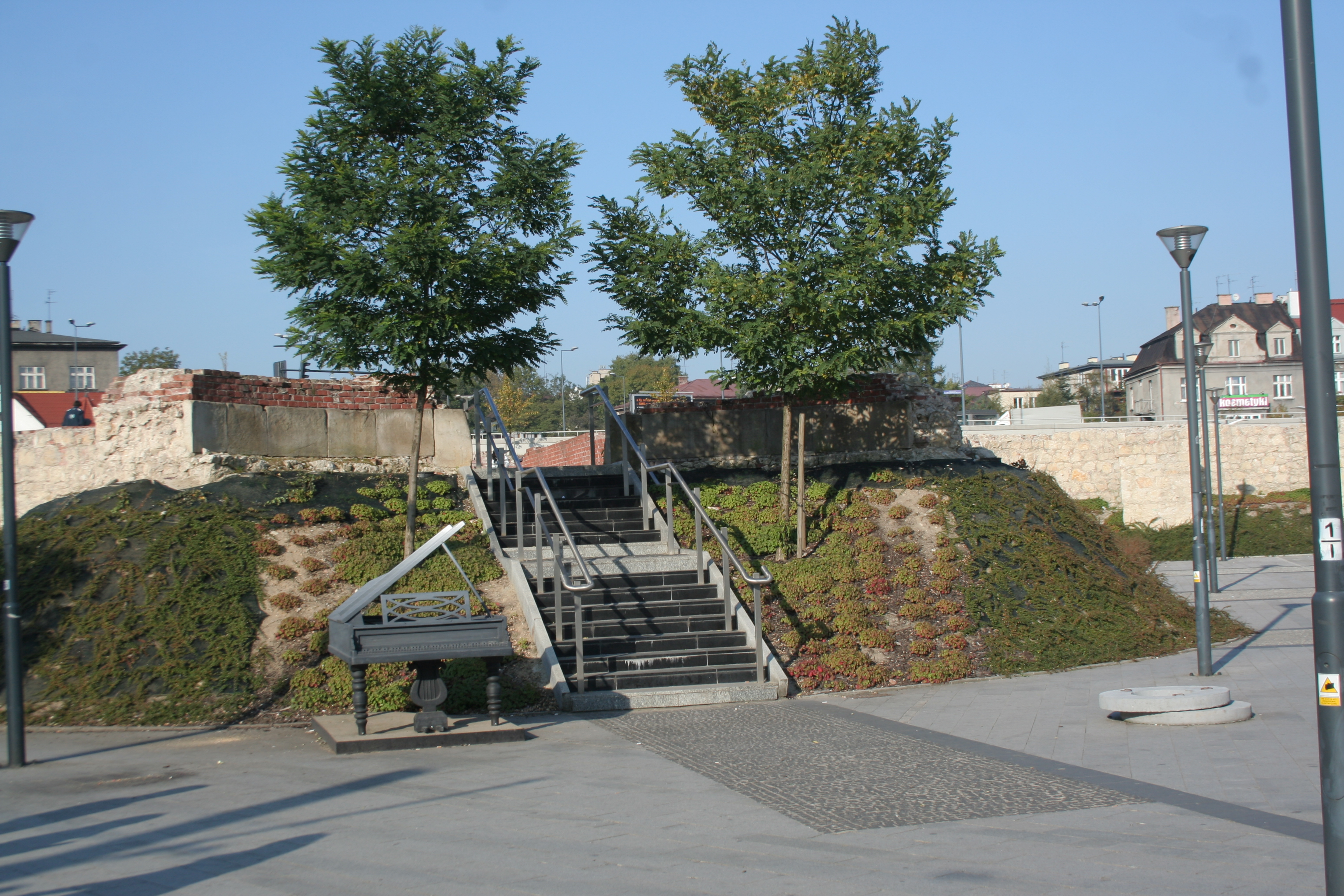
Bastion Twierdzy Kraków (fort reditowy) V „Lubicz”

Rondo Mogilskie – jedno z ważniejszych skrzyżowań głównych ulic w Krakowie, zlokalizowane na północny wschód od Starego Miasta u zbiegu ulic Lubicz, Aleksandra Lubomirskiego, al. płk. Władysława Beliny-Prażmowskiego, Mogilskiej i al. Powstania Warszawskiego w dzielnicy II Grzegórzki, na Grzegórzkach. Przez skrzyżowanie przebiega II obwodnica Krakowa w ciągu ulicy Lubomirskiego i alei Powstania Warszawskiego. Jest to skrzyżowanie dwupoziomowe – część nocnej komunikacji autobusowej, komunikacja tramwajowa, piesza i rowerowa odbywa się na obniżonym placu znajdującym się pośrodku otaczających wiaduktów, po których przeprowadzona jest komunikacja drogowa.

## Infrastruktura
Pomimo wielopoziomowego rozwiązania, Rondo Mogilskie jest przyjazne dla osób niepełnosprawnych, rowerzystów i osób z wózkami dziecięcymi dzięki licznym pochylniom, windom i schodom ruchomym (z których większość nie działała od 2008 do 2014 roku). Na dolnym placu znajdują się przystanki tramwajowe oraz autobusowe komunikacji nocnej (autobusy dzienne nie kursują po trasach umożliwiających zjazd na dolny poziom).
Organizacja ruchu w obrębie Ronda Mogilskiego ma charakter samooczyszczający się; oznacza to, że wszystkie pasy ruchu wyprowadzają kierujących poza skrzyżowanie i aby na nim pozostać należy zmieniać pasy ruchu.
Na środku Ronda Mogilskiego i na jego południowo-wschodnim obrzeżu wyeksponowane zostały ruiny bastionu Lubicz wchodzącego w skład Twierdzy Kraków.

## Otoczenie
W północnej części Ronda Mogilskiego swój początek ma tunel Krakowskiego Szybkiego Tramwaju prowadzący pod ul. A. Lubomirskiego i dalej pod Krakowskim Centrum Komunikacyjnym do ul. Pawiej.
Przed 2005 w zachodniej części ówczesnego ronda znajdowały się 2 pomniki przyrody – ponad stuletnie topole czarne. Wyższa miała 26 metrów, niższa – 24. Zostały one ścięte pomimo sprzeciwu Polskiego Klubu Ekologicznego. Powodem była modernizacja skrzyżowania i zły stan drzew stanowiących zagrożenie dla przechodniów. W lutym 2008 topole upamiętniono marmurową płytą z napisem „W tym miejscu rosły wiekowe Topole Szafera”.
W pobliżu Ronda Mogilskiego znajdują się:
- Opera Krakowska
- Ogród Botaniczny w Krakowie
- hotel Chopin
- wieżowiec Unity Center (zwany niegdyś przez wiele lat „Szkieletorem”)
- Uniwersytet Ekonomiczny w Krakowie

## Historia
Historia Ronda Mogilskiego zaczęła się w 1951 roku, kiedy to wytyczono rondo i rozpoczęto rozbiórkę fortu Lubicz. Pozyskany budulec wywieziono do Warszawy celem odbudowy zniszczonego podczas II wojny światowej miasta. Nieprzeszkadzające resztki fortu przysypano kilkunastocentymetrową warstwą ziemi. Do nowo wybudowanego ronda przyłączono 4 arterie: Mogilską, Lubicz, Powstańców Warszawy (obecnie Powstania Warszawskiego) oraz Marchlewskiego (obecnie płk. Beliny-Prażmowskiego). Wzdłuż trzech z nich (z wyjątkiem alei Marchlewskiego) przeprowadzono torowiska tramwajowe. Linia przez ul. Mogilską pod bramę Kombinatu im. Lenina (obecnie im. T. Sendzimira) została otwarta 7 listopada 1952. W 1957 r. do ronda podłączono piątą ulicę – Modrzewskiego (obecnie Lubomirskiego). W latach 60. XX wieku nastąpiła budowa linii tramwajowej od Ronda Mogilskiego do Dworca Wschodniego. Została ona następnie zlikwidowana w 1985 roku, z myślą przeniesienia jej pod ziemię. Budowa tunelu pod Dworcem Głównym rozpoczęła się w drugiej połowie lat 90. XX wieku, aczkolwiek front prac dotarł do Ronda Mogilskiego dopiero w 2006 roku. Wówczas również rozpoczęto gruntowną przebudowę ronda, która została ukończona dwa lata później – w 2008 roku. W grudniu tego samego roku również oddano do użytku tunel tramwajowy i wyeksponowano ruiny fortu Lubicz. Koszt tej inwestycji wyniósł ok. 140 mln PLN. W 2013 roku na murkach w okolicach przystanków tramwajowych w kierunku al. Powstania Warszawskiego na dolnym poziomie ronda została wykonana mozaika przedstawiająca rysunki Stanisława Wyspiańskiego (głównie kwiaty), oraz jego ostatni autoportret. Nosi ona nazwę „Wyspiański na Rondzie Mogilskim”. W ślad za mozaiką powstało też kilka murali.

## Kalendarium przebudowy z lat 2004–2008
W latach 2004–2008 rondo przebudowano na skrzyżowanie dwupoziomowe i wyeksponowano pozostałości bastionu Lubicz:
- marzec 2004 – turecka firma Güriş uzyskała pozwolenie na przebudowę ronda
- przełom 2004/2005 – wycięto wszystkie drzewa z powierzchni ronda
- marzec 2005 – firma Güriş w atmosferze skandalu opuściła plac budowy
- lipiec 2006 – polska firma Budimex-Dromex rozpoczęła pracę przy rondzie
- październik 2006 – zamknięto ruch drogowy i tramwajowy na rondzie
- czerwiec 2007 – zakończono budowę północnej jezdni nowego skrzyżowania (ul. A. Lubomirskiego – ul. Mogilska)
- lipiec 2007 – zakończono budowę zachodniej jezdni Ronda Mogilskiego (ul. A. Lubomirskiego – al. Powstania Warszawskiego)
- wrzesień 2007 – pierwsze tramwaje przejechały dolnym poziomem (ul. Lubicz – ul. Mogilska)
- grudzień 2007 – zakończono budowę południowo-wschodniej jezdni Ronda Mogilskiego i otwarto ruch drogowy na całym skrzyżowaniu
- marzec 2008 – otwarto dolny poziom dla ruchu pieszych wraz z przystankami MPK
- grudzień 2008 – otwarto tunel Krakowskiego Szybkiego Tramwaju. Równocześnie zakończono prace konserwatorskie przy ruinach bastionu Lubicz i udostępniono je zwiedzającym.

## Galeria

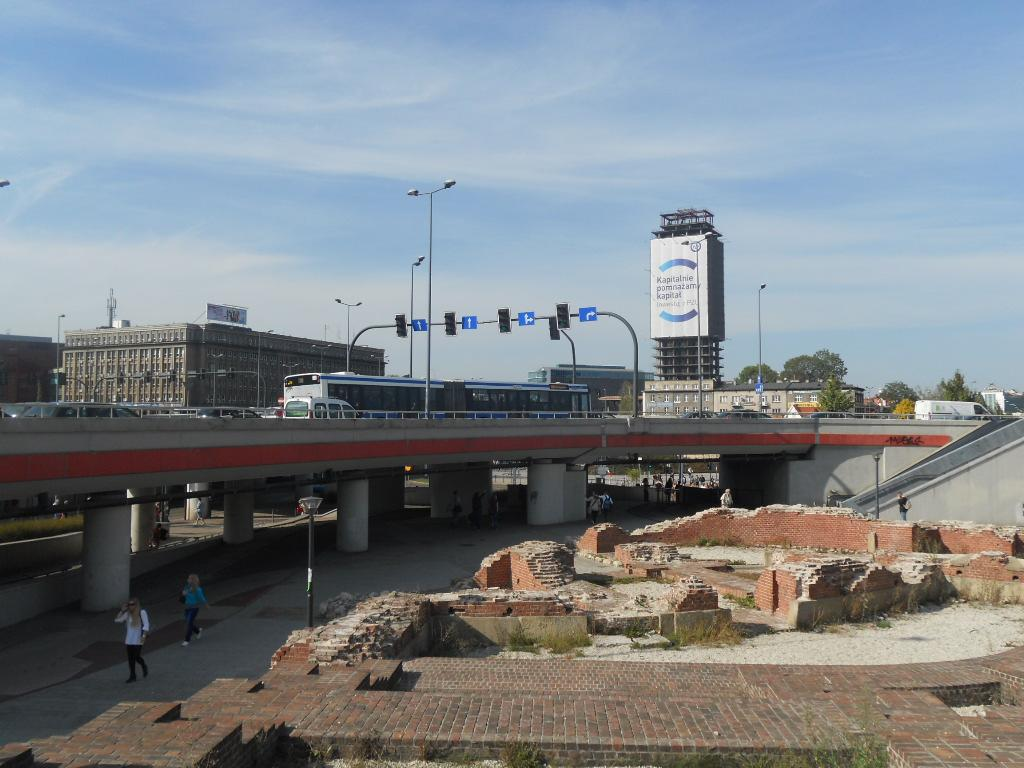
Widok Ronda Mogilskiego od strony południowej, w tle „Szkieletor” przed przebudową (2012)
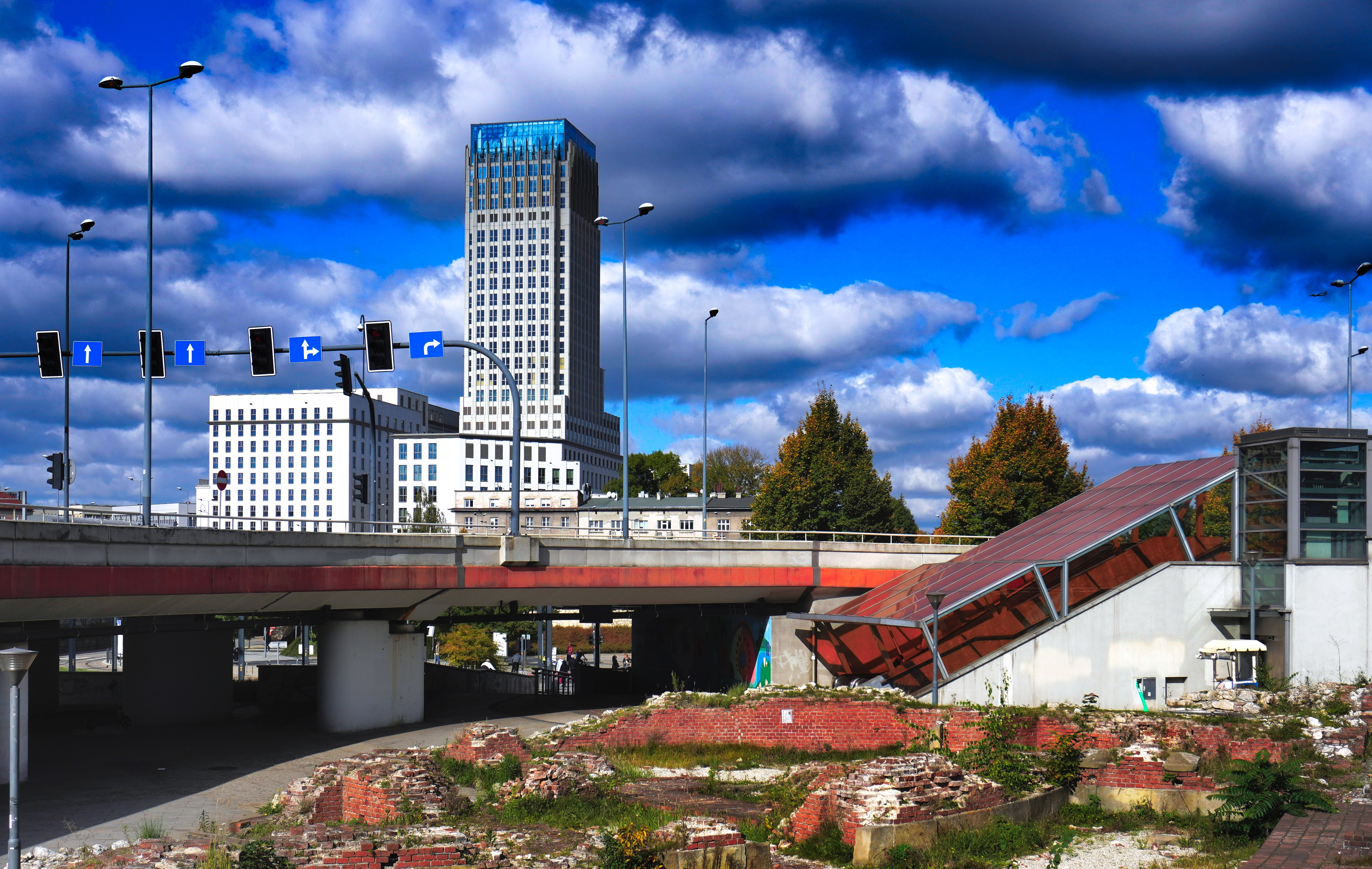
Pozostałości Bastionu V „Lubicz” i wiadukty drogowe
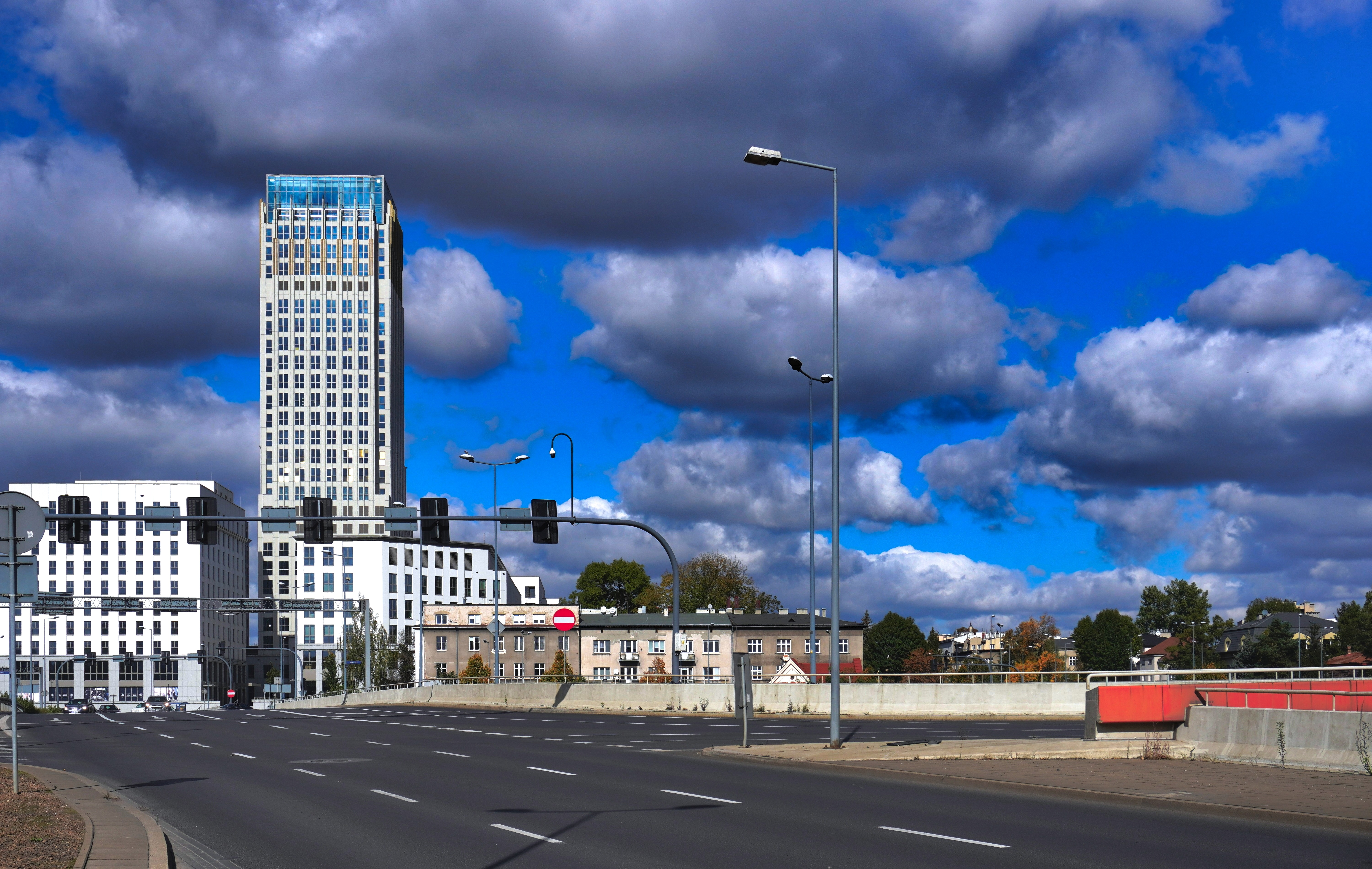
Jezdnie samochodowe na górnym poziomie ronda
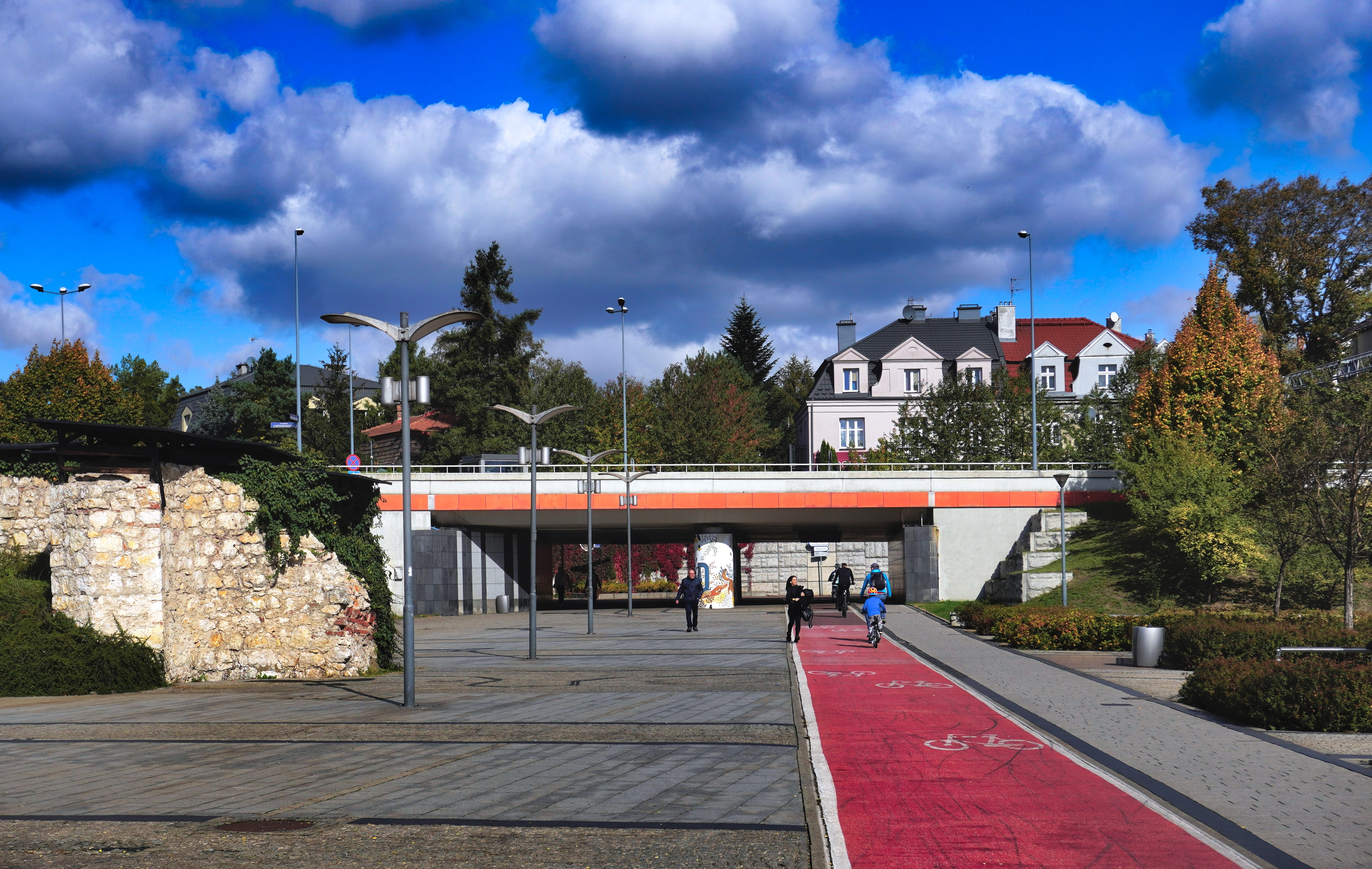
Ciągi piesze i rowerowe
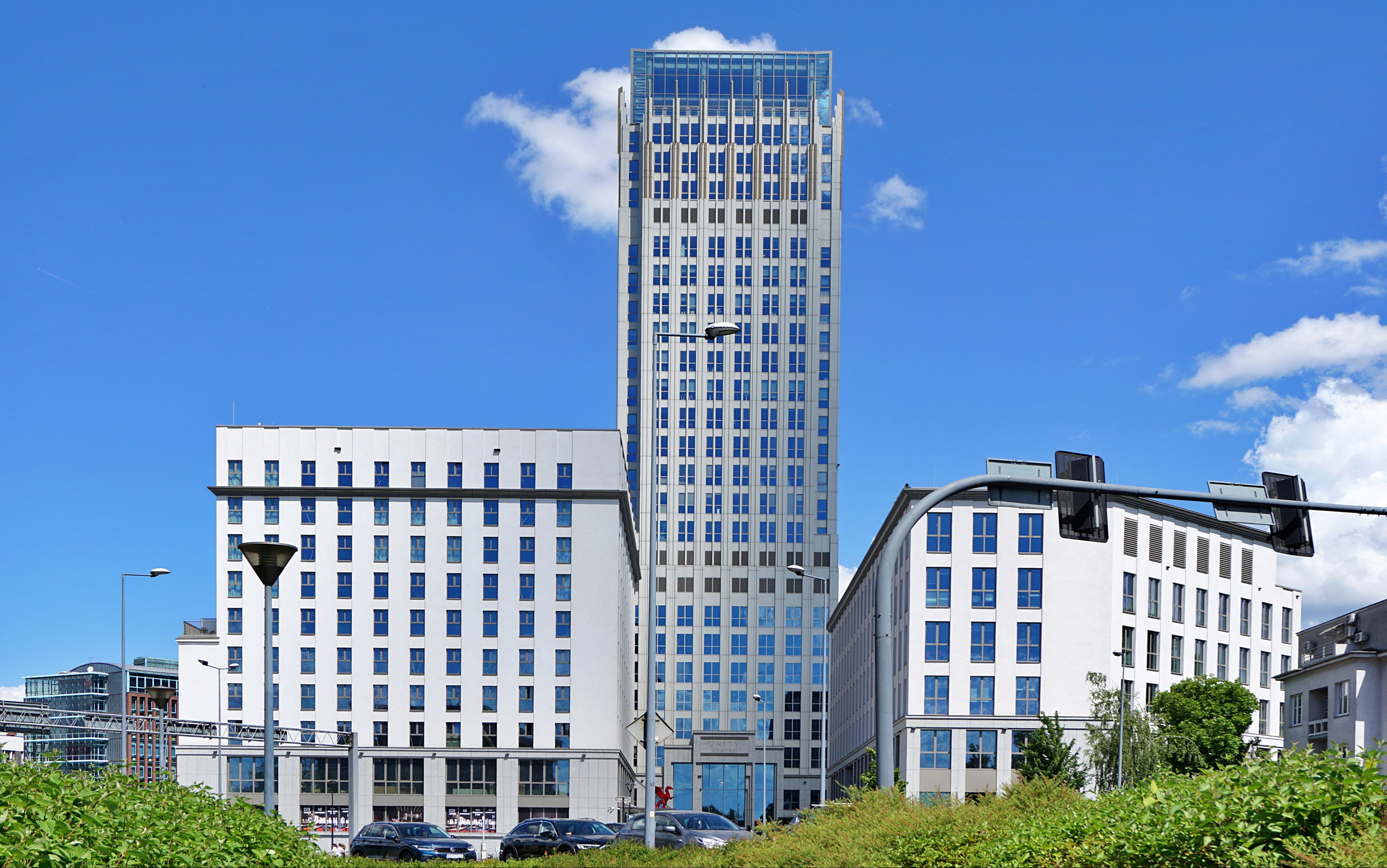
Kompleks biurowy Unity Centre przy rondzie
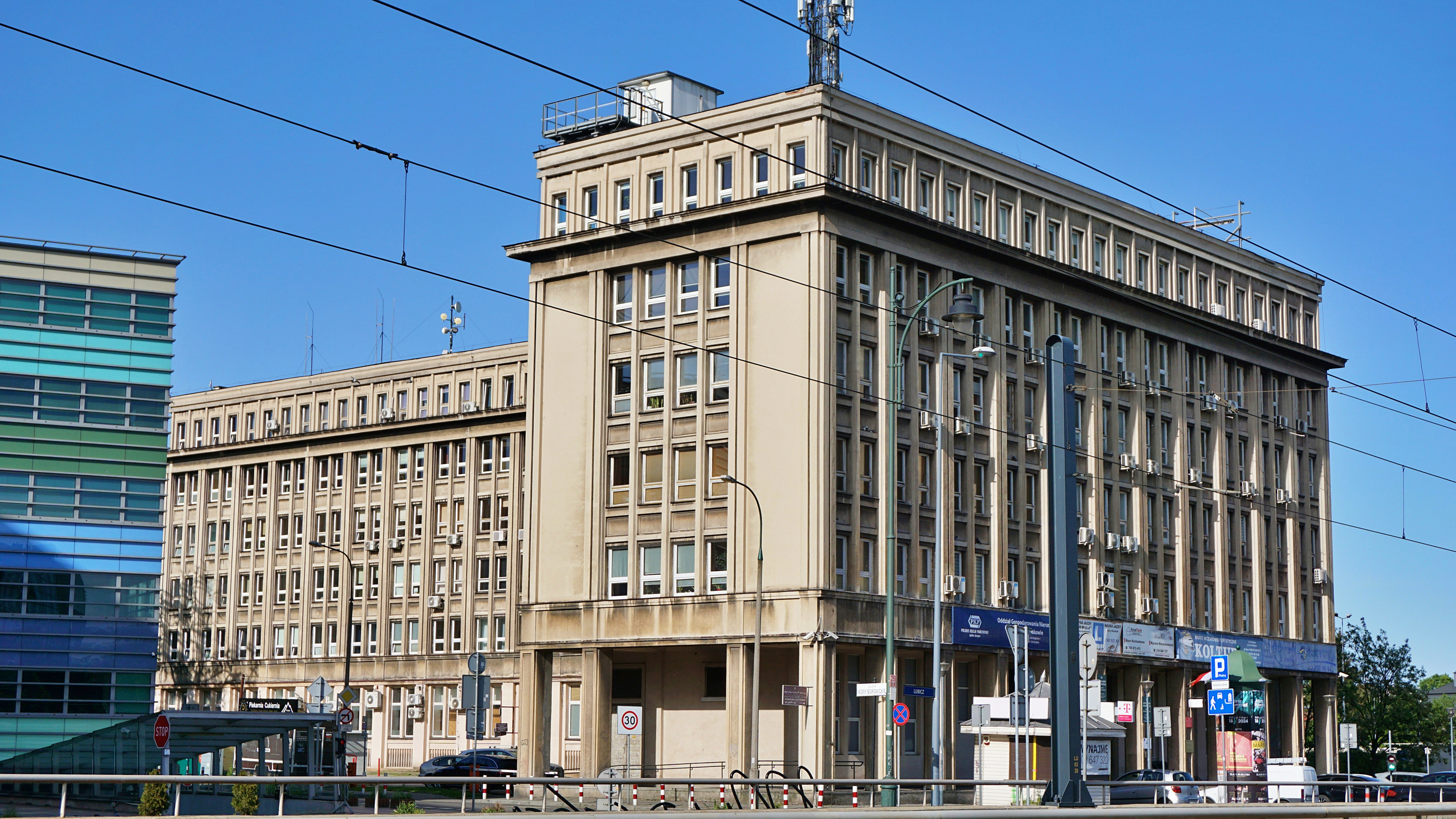
Biurowiec PKP przy rondzie (widok z ulicy Lubicz)
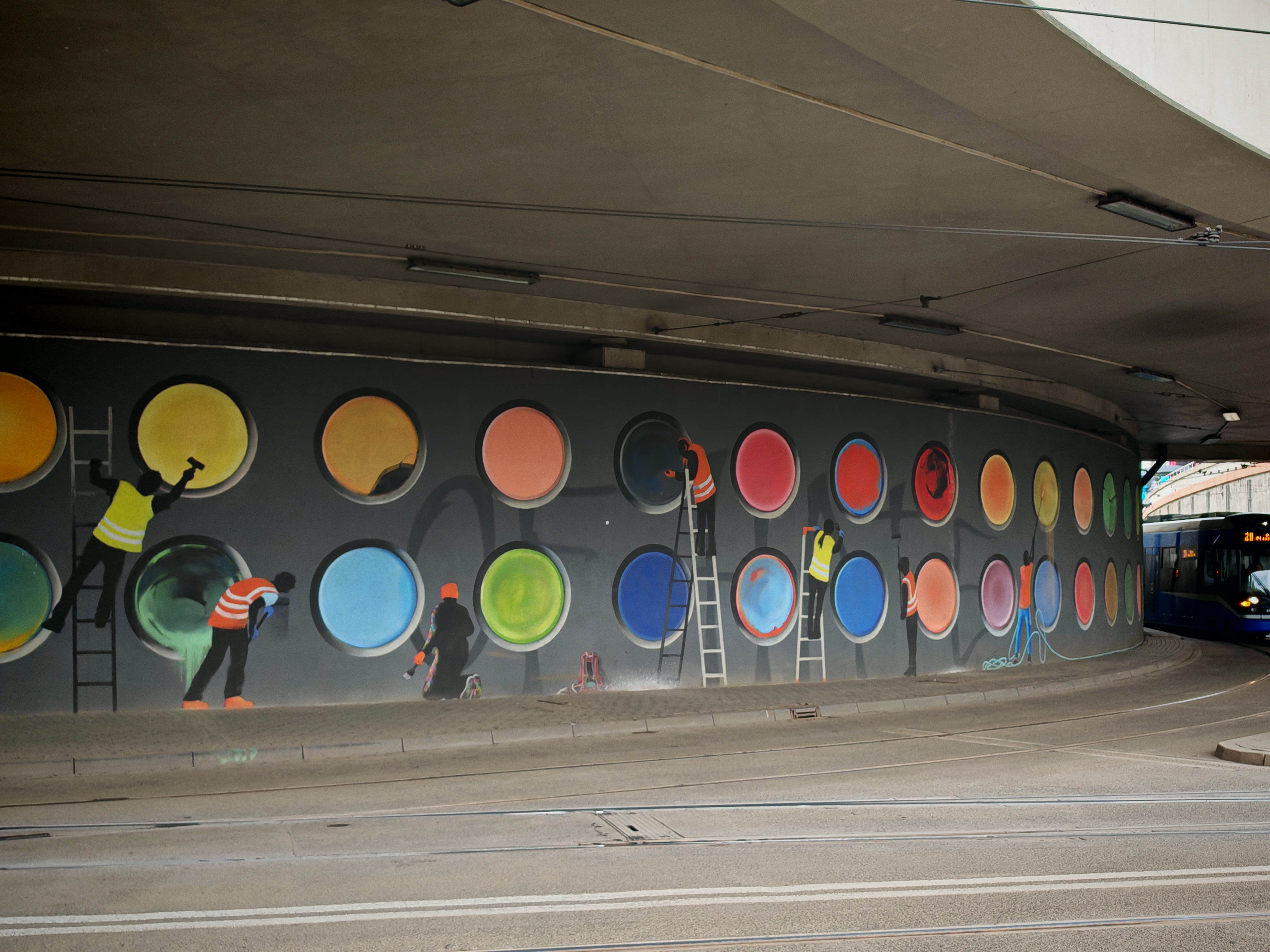
Mural „Farbki”
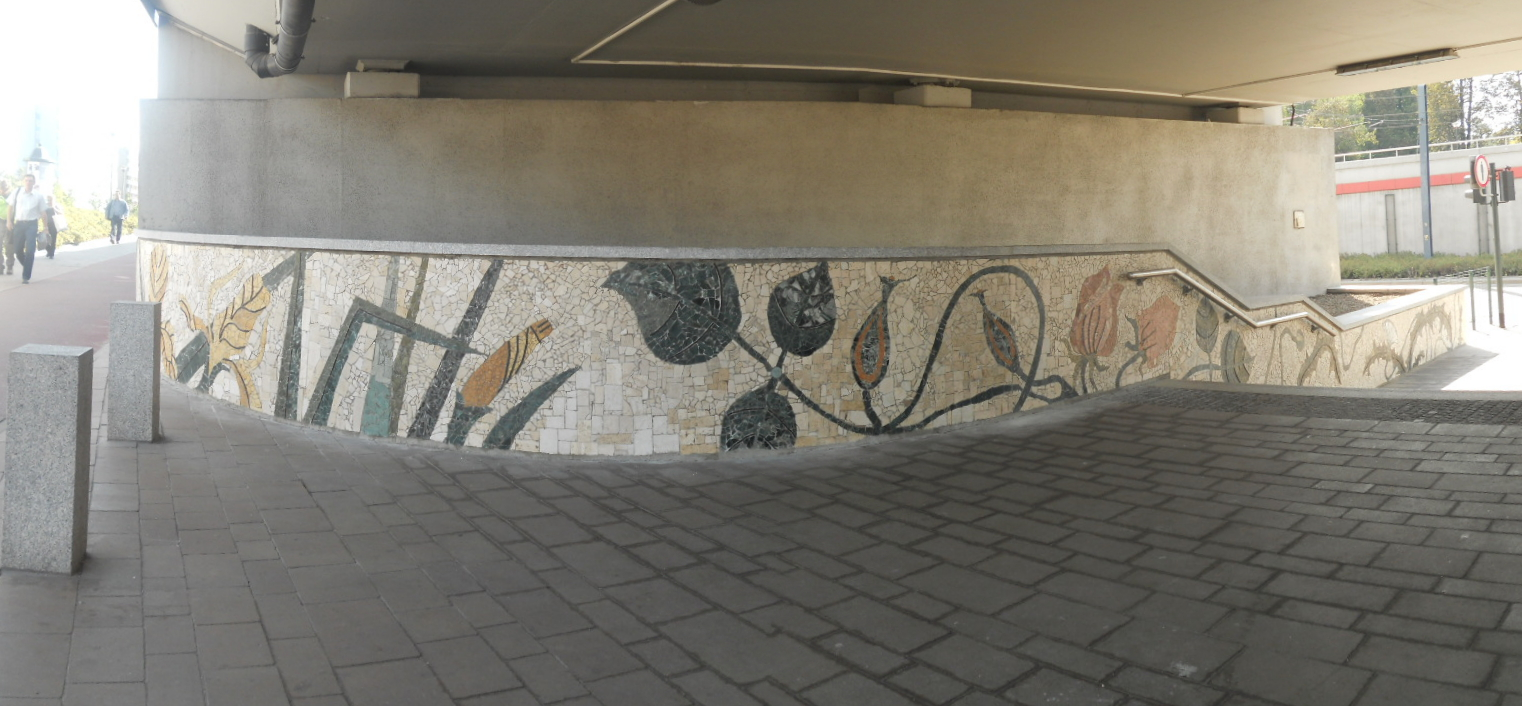
Mozaika „Wyspiański na Rondzie Mogilskim”
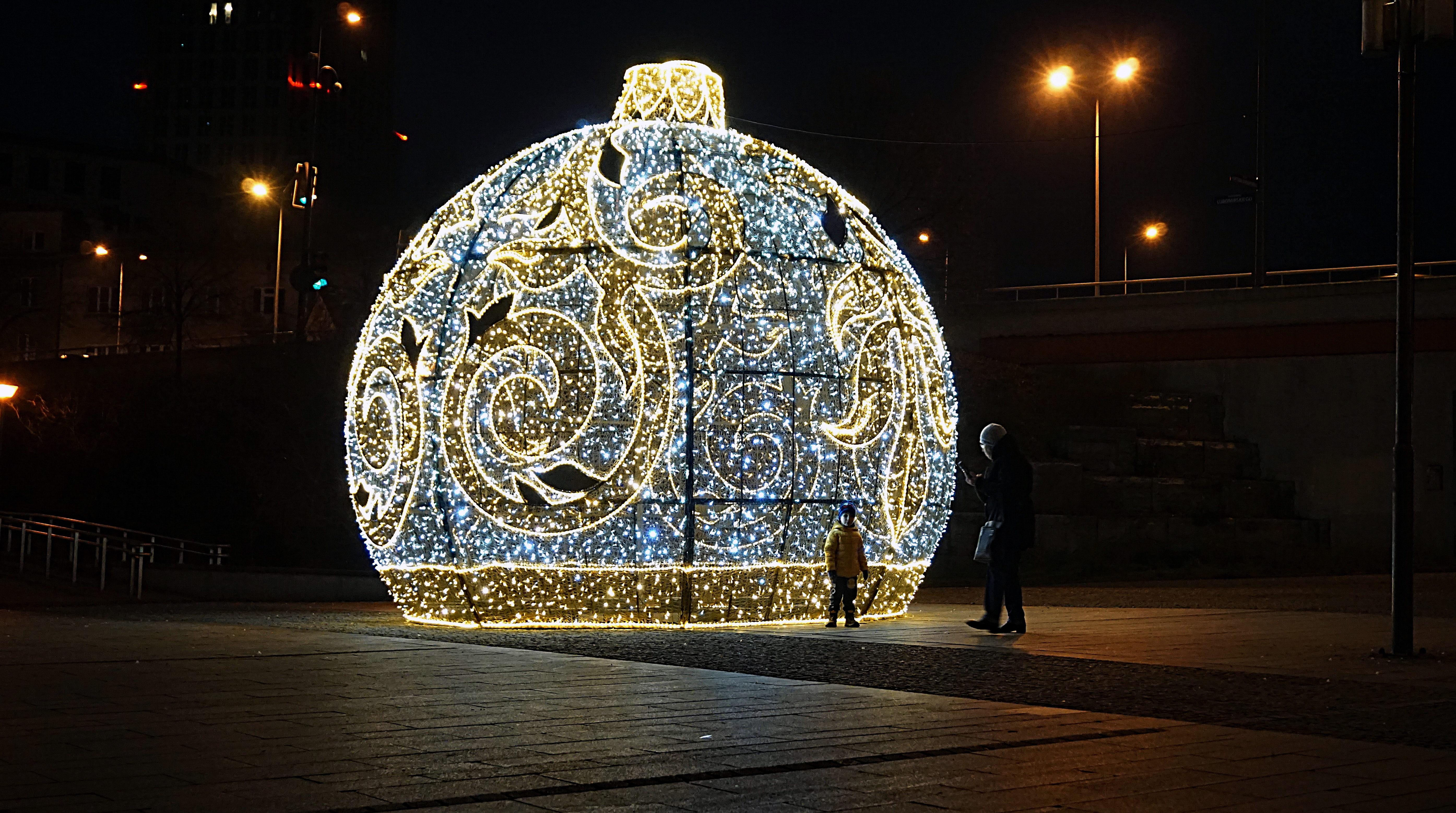
Dekoracja świąteczna, grudzień 2024

## Komunikacja
Rondo Mogilskie jest jednym z najważniejszych węzłów komunikacyjnych w Krakowie, dzięki czemu z niego można się dostać w prawie każdą część miasta. Z uwagi na stosunkowo częste zmiany w komunikacji publicznej w Krakowie warto sprawdzić obecnie obowiązujące na stronie z rozkładami jazdy miejskich autobusów i tramwajów